# Hội nghị Đại biểu Toàn quốc lần thứ XIX Đảng Cộng sản Liên Xô
Hội nghị Đại biểu Toàn quốc lần thứ XIX Đảng Cộng sản Liên Xô (tiếng Nga: XIX всесоюзная конференция Коммунисти́ческой па́ртии Сове́тского Сою́за) là Hội nghị Đại biểu Toàn quốc Đảng được tổ chức bởi Đảng Cộng sản của Liên Xô từ 28/6 - 1/7/1988. Có 4991 đại biểu tham dự hội nghị.
Hội nghị đã thông qua năm nghị quyết: "Về dân chủ hóa xã hội Xô Viết và cải cách hệ thống chính trị", "cuộc đấu tranh chống băng đỏ (quan liêu)", "về quan hệ giữa các quốc gia", "về công khai", và "về cải cách pháp lý". Theo một số người, sự kiện quan trọng nhất trong việc thúc đẩy các ý tưởng về perestroika, các quyết định của nó đã góp phần vào sự thay đổi căn bản trong hệ thống chính trị của nhà nước.

## Bối cảnh
Đại hội Đảng lần thứ XIX Đảng Cộng sản Liên Xô (10/1952), quy định rằng các vấn đề cấp bách của chính trị Đảng có thể được thảo luận tại Đại hội Đảng và Hội nghị Trung ương Đảng và không cần thiết phải triệu tập một Hội nghị Đại biểu Đảng. Tại Đại hội Đảng lần thứ XXIII (4/1966), đã khôi phục lại quyền thiết lập Hội nghị Đại biểu toàn quốc Đảng trong Điều lệ Đảng, theo đó Trung ương Đảng sẽ quyền triệu tập Hội nghị Đại biểu Toàn quốc.
Sau khi Gorbachev trở thành Tổng Bí thư Đảng Cộng sản Liên Xô, năm 1985, Gorbachev yêu cầu tái cấu trúc đời sống chính trị trong Đảng và Nhà nước trở nên nhanh và quyết liệt hơn. Nhưng phải chờ đến Đại hội Đảng lần thứ XXVII.

## Hội nghị

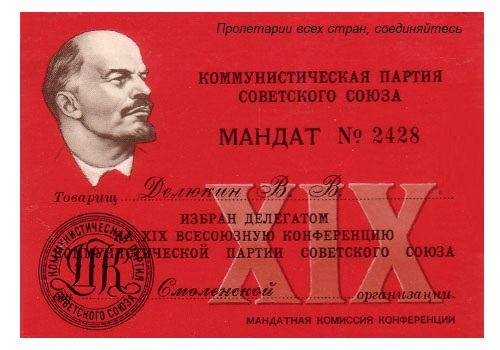
Thẻ tham dự Hội nghị của đại biểu Tỉnh ủy Smolensk

Hội nghị là một sự kiện lớn trong việc thúc đẩy các ý tưởng perestroika. Theo ủy ban ủy nhiệm, Đảng viên từ 40 đến 50 tuổi, tham gia đảng sau năm 1964, chiếm một nửa số đại biểu. Lần đầu tiên kể từ những năm 1920, các đại biểu thực sự đã bày tỏ ý kiến độc lập, cho phép bản thân họ chỉ trích hành động của lãnh đạo đảng, và điều này đã được phát trên truyền hình.
Tổng Bí thư Gorbachev, phát biểu tại hội nghị, đã tuyên bố một chương trình hướng tới cải cách quyền lực chính trị và tách các cơ quan đảng khỏi cơ quan Xô Viết. Tại hội nghị, một quyết định cơ bản đã được đưa ra đối với các cuộc bầu cử đại biểu thay thế cho Xô viết các cấp. Tự đề cử là một cơ hội cho tất cả mọi người.
Đồng thời, các biện pháp đã được kêu gọi bảo vệ vai trò của Đảng Cộng sản Liên Xô trong liên bang. Trước đây, Xô viết tối cao Liên Xô đã đóng vai trò là cơ quan lập pháp tối cao, được nhân dân bầu chọn trong các lãnh thổ và quốc gia. Xô viết tối cao đã được bầu bởi Đại hội đại biểu nhân dân, theo đó 750 đại biểu sẽ được bầu bởi các tổ chức công cộng gồm Đảng Cộng sản Liên Xô, Đoàn Thanh niên và Công đoàn. Cải cách này đã được ban hành trong luật vào cuối năm 1988.
Hội nghị cũng quyết định kết hợp các vị trí của người đứng đầu đảng ủy và chủ tịch Xô viết cấp tương ứng. Vì nhà lãnh đạo này được dân chúng bầu chọn, một sự đổi mới như vậy được cho là sẽ mang lại những người năng động và thực tế cho các vị trí lãnh đạo của đảng, có thể giải quyết các vấn đề địa phương và đồng thời giải quyết ý thức hệ.
Phát biểu tại một hội nghị của đảng, Boris Yeltsin, người vì bài phát biểu gay gắt tại Hội nghị Trung ương lần thứ 5 (tháng 10/1987) của Ban Chấp hành Trung ương Đảng Cộng sản Liên Xô đã bị cách chức Bí thư thứ nhất Thành ủy Moskva vào mùa thu năm 1987, và Ủy viên Trung ương Đảng Cộng sản Liên Xô vào tháng 2 năm 1988, một lần nữa đề nghị loại bỏ Yegor Ligachev ra khỏi Bộ Chính trị, chỉ trích các đặc quyền của giới lãnh đạo, lập luận rằng không thể đổ lỗi sự trì trệ do một mình Brezhnev, mà tập thể toàn bộ Bộ Chính trị phải chịu trách nhiệm. Kết luận, Yeltsin yêu cầu hủy bỏ quyết định của Hội nghị Trung ương lần thứ 5 Trung ương Đảng Cộng sản Liên Xô, trong đó công nhận bài phát biểu của ông tại Hội nghị Trung ương là sai lầm.
Bạn biết rằng bài phát biểu của tôi tại Hội nghị Trung ương tháng 10 của Ban Chấp hành Trung ương Đảng Cộng sản Liên Xô đã công nhận là "sai lầm về chính trị". Nhưng những câu hỏi được nêu ra tại hội nghị đã được báo chí nhắc lại nhiều lần và được đưa ra bởi những người Cộng sản. Ngày nay, tất cả những câu hỏi này thực tế đã được phát ra từ danh sách này cả trong báo cáo và trong các bài phát biểu. Tôi tin rằng sai lầm duy nhất trong bài phát biểu của tôi là tôi đã nói sai thời điểm - trước lễ kỷ niệm 70 năm Cách mạng Tháng Mười.
<...>
Tôi rất lo lắng về những gì đã xảy ra và yêu cầu hội nghị hủy bỏ quyết định của hội nghị về vấn đề này. Nếu bạn cho rằng có thể hủy bỏ, từ đó phục hồi vai trò của tôi trong mắt những người Cộng sản. Và đây không chỉ là cá nhân, nó sẽ theo tinh thần perestroika, nó sẽ dân chủ và, dường như với tôi, nó sẽ giúp thêm tự tin cho mọi người.

## Kết quả
Dựa trên các quyết định của Hội nghị Đại biểu Toàn quốc lần thứ XIX vào tháng 10 năm 1988, Xô viết Tối cao Liên Xô đã thông qua dự thảo cải cách hiến pháp. Một hệ thống gồm hai cơ quan đại biểu đã được khôi phục (theo mô hình của Hiến pháp năm 1918): Đại hội đại biểu nhân dân và Xô viết tối cao, được bầu từ các đại biểu của Quốc hội. Ngày 01 tháng 12 năm 1988 sau một cuộc thảo luận toàn quốc một đạo luật mới của Liên Xô "Bầu cử đại biểu nhân dân Liên Xô" và thực hiện những thay đổi cần thiết trong ba chương của Hiến pháp Liên Xô vào năm 1977, liên quan đến hệ thống bầu cử và thành lập một cơ quan mới - Đại hội Đại biểu Nhân dân. Vào ngày 25 tháng 5 năm 1989, Đại hội Đại biểu Nhân dân Liên Xô lần thứ nhất đã khai mạc, Gorbachev được bầu làm chủ tịch Xô viết Tối cao.
Những thay đổi này dẫn đến việc Đảng Cộng sản Liên Xô thực sự không còn cốt lõi trong hệ thống quyền lực nhà nước. Điều này dẫn tới sự mất ổn định mạnh mẽ tình hình chính trị và quá trình sụp đổ nhà nước. Vào mùa xuân năm 1989, đại biểu địa phương cộng đồng dân chủ và các phong trào quốc gia đã nhận được ghế trong Quốc hội. Một số sửa đổi đã được thực hiện đối với hiến pháp, bao gồm bãi bỏ điều 6 (vai trò lãnh đạo của Đảng Cộng sản Liên Xô) và công nhận hệ thống đa đảng. Quốc hội được thành lập được bầu vào năm 1990, chủ tịch Liên Xô là Gorbachev.